# Pasager clandestin

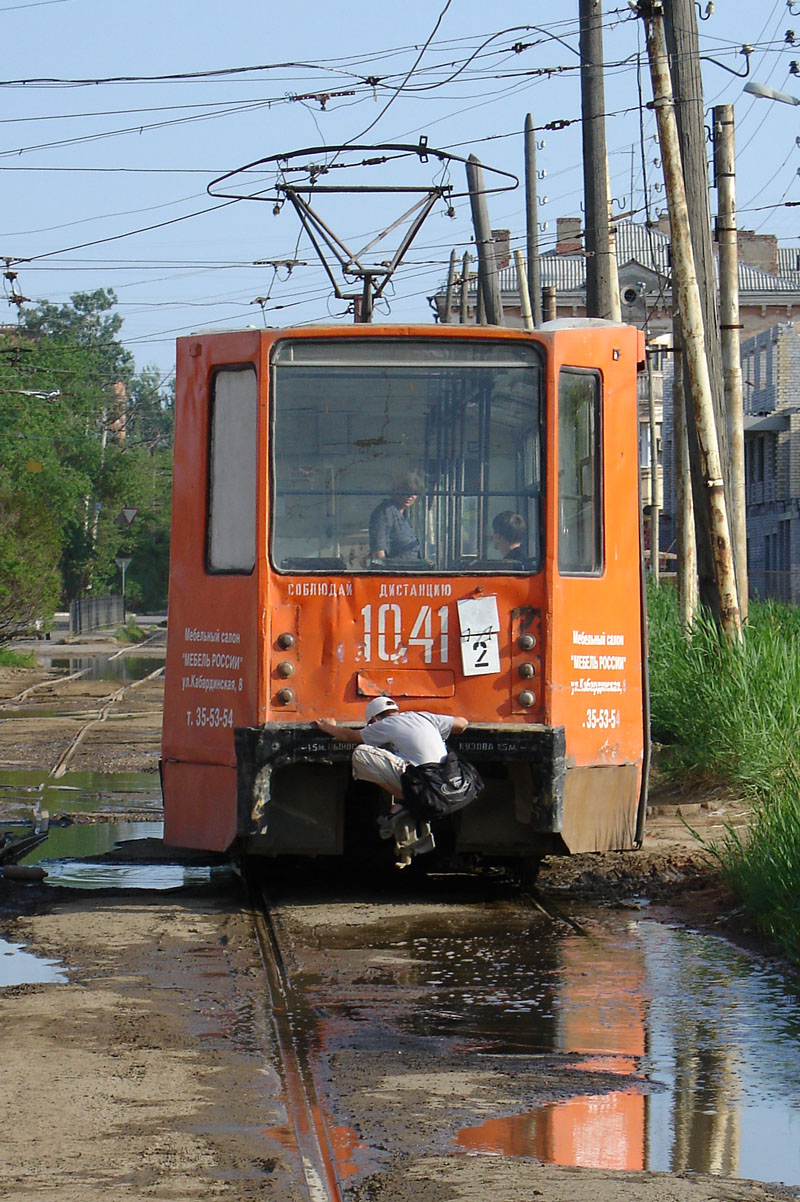
Pasager clandestin în Astrahan, Rusia

Un pasager clandestin este o persoană care călătorește pe ascuns la bordul unui vehicul, cum ar fi o navă, o aeronavă, un tren, un autocamion sau un autobuz. Uneori, scopul este de a ajunge dintr-un loc în altul fără a efectua plata unui transport. În alte cazuri, scopul este de a intra într-o altă țară fără a obține mai întâi o viză de călătorie sau o altă autorizație. 